# Isla Fremont
Isla Fremont es una isla estadounidense de 4.6 millas cuadradas (11.91 km²), es la tercera isla más grande en el Gran Lago Salado en el estado de Utah.
Hay ciertas especies de flora que se encuentra en Fremont, y hay evidencia histórica de que algunas especies que se han documentado antes en la isla ya no están presentes.
Por lo menos una familia permanente ha vivido en Fremont. Kate & Urías Wenner y sus hijos vivieron en la isla durante varios años antes de la muerte de Urías, en 1891.
Fremont es de propiedad privada y se necesita un permiso de acceso. La isla tiene dos pistas de aterrizaje adecuadas para la llegada de los aviones pequeños en la isla.